# Trivialname (Chemie)
Trivialnamen sind Namen für chemische Verbindungen, die nicht den systematischen Nomenklaturregeln der Chemie entsprechen und daher nur in seltenen Fällen und dann auch nur partiell Aufschluss über die Zusammensetzung und Struktur der Verbindung geben, beispielsweise Michlers Keton, wo die Teilstruktur Keton genannt wird. Trivialnamen stammen meist aus der Zeit vor der Einführung der Nomenklatur oder werden der Einfachheit halber verwendet, wenn der systematische Name sehr kompliziert ist. Teilweise (etwa bei Heterocyclen, Biomolekülen oder kondensierten polycyclischen Kohlenwasserstoffen) sind Trivialnamen auch als Bestandteile in die heutige systematischen Nomenklatur eingegangen. Auch in den übrigen Fällen werden Trivialnamen heute oft gleichberechtigt neben den IUPAC-Namen benutzt.
Bei vielen organischen Stoffen sind fast nur Trivialnamen gebräuchlich, da es bei komplizierten organischen Stoffen zunehmend schwierig wird, überhaupt einen korrekten IUPAC-Namen anzugeben. Solche IUPAC-Namen sind oft sehr lang und komplex, sie können  die fachliche Kommunikation behindern, statt diese zu erleichtern.
Die in den nachfolgenden Listen aufgeführten Stoffe stellen eine beispielhafte Auswahl dar. Sie enthalten keine Trivialnamen von Stoffgemischen und Mineralien.

## Anorganische Stoffe

### Feste Substanzen
| Trivialname                     | IUPAC-Name                         | chemische Formel       |
| ------------------------------- | ---------------------------------- | ---------------------- |
| Alaunstein                      | Alunit                             | KAl3(SO4)2(OH)6        |
| Antichlor                       | Natriumthiosulfat                  | Na2S2O3                |
| Ätzkali                         | Kaliumhydroxid                     | KOH                    |
| Ätzkalk                         | Calciumoxid                        | CaO                    |
| Ätznatron                       | Natriumhydroxid                    | NaOH                   |
| Barytsalpeter                   | Bariumnitrat                       | Ba(NO3)2               |
| (lösliches) Berliner Blau       | Kaliumhexacyanoferrat(II/III)      | K[FeIIIFeII(CN)6]      |
| (unlösliches) Berliner Blau     | Eisen(III)-hexacyanoferrat(II/III) | FeIII[FeIIIFeII(CN)6]3 |
| Bittersalz                      | Magnesiumsulfat                    | MgSO4                  |
| Bleiglätte                      | Blei(II)-oxid                      | PbO                    |
| Borax                           | Natriumtetraborat-decahydrat       | Na2B4O7•10H2O          |
| Branntkalk                      | Calciumoxid                        | CaO                    |
| Bronzeblau                      | Eisen(III)-hexacyanoferrat(II/III) | FeIII[FeIIIFeII(CN)6]3 |
| Bullrichsalz                    | Natriumhydrogencarbonat            | NaHCO3                 |
| Carbid                          | Calciumcarbid                      | CaC2                   |
| Carborund                       | Siliciumcarbid                     | SiC                    |
| Chilesalpeter                   | Natriumnitrat                      | NaNO3                  |
| Dinatriumdihydrogenpyrophosphat | Dinatriumdihydrogendiphosphat      | Na2H2P2O7              |
| doppeltkohlensaures Natron      | Natriumhydrogencarbonat            | NaHCO3                 |
| Eisencyanblau                   | Eisen(III)-hexacyanoferrat(II/III) | FeIII[FeIIIFeII(CN)6]3 |
| Eisenhammerschlag               | Trieisentetraoxid                  | Fe3O4                  |
| Ferrocyanblau                   | Eisen(III)-hexacyanoferrat(II/III) | FeIII[FeIIIFeII(CN)6]3 |
| Fixiersalz                      | Natriumthiosulfat                  | Na2S2O3                |
| gebrannter Kalk                 | Calciumoxid                        | CaO                    |
| gelbes Blutlaugensalz           | Kaliumhexacyanidoferrat(II)        | K4[FeII(CN)6]          |
| Kaliumhexacyanoferrat           | Kaliumhexacyanidoferrat(II)        | K4[FeII(CN)6]          |
| gelöschter Kalk                 | Calciumhydroxid                    | Ca(OH)2                |
| Gips                            | Calciumsulfat-Dihydrat             | CaSO4•2H2O             |
| Glaubersalz                     | Natriumsulfat-Decahydrat           | Na2SO4 · 10 H2O        |
| Hammerschlag                    | Trieisentetraoxid                  | Fe3O4                  |
| Hirschhornsalz                  | Ammoniumhydrogencarbonat           | NH4HCO3                |
| Höllenstein                     | Silbernitrat                       | AgNO3                  |
| Stahlblau                       | Eisen(III)-hexacyanoferrat(II/III) | FeIII[FeIIIFeII(CN)6]3 |
| Jodsilber                       | Silberiodid                        | AgI                    |
| Kalisalpeter                    | Kaliumnitrat                       | KNO3                   |
| Kaliumpersulfat                 | Kaliumperoxodisulfat               | K2S2O8                 |
| Kaliumpyrosulfat                | Kaliumdisulfat                     | K2S2O7                 |
| Kalk                            | Calciumcarbonat                    | CaCO3                  |
| Kalksalpeter                    | Calciumnitrat                      | Ca(NO3)2               |
| Kalkstickstoff                  | Calciumcyanamid                    | CaCN2                  |
| Kalomel                         | Quecksilber(I)-chlorid             | Hg2Cl2                 |
| Karbid                          | Calciumcarbid                      | CaC2                   |
| Knallsilber                     | Silberfulminat                     | AgCNO                  |
| Knallquecksilber                | Quecksilber(II)-fulminat           | Hg(CNO)2               |
| Kochsalz                        | Natriumchlorid                     | NaCl                   |
| Kupfervitriol                   | Kupfersulfat                       | CuSO4                  |
| Löschkalk                       | Calciumhydroxid                    | Ca(OH)2                |
| Marshallsche Säure              | Peroxodischwefelsäure              | H2S2O8                 |
| Mauersalpeter                   | Calciumnitrat                      | Ca(NO3)2               |
| Mennige                         | Blei(II,IV)-oxid                   | Pb3O4                  |
| Natriumbicarbonat               | Natriumhydrogencarbonat            | NaHCO3                 |
| Natriummetabisulfit             | Natriumdisulfit                    | Na2S2O5                |
| Natriumpersulfat                | Natriumperoxodisulfat              | Na2S2O8                |
| Natriumpyrophosphat             | Tetranatriumdiphosphat             | Na4P2O7                |
| Natriumpyrosulfat               | Natriumdisulfat                    | Na2S2O7                |
| Natriumpyrosulfit               | Natriumdisulfit                    | Na2S2O5                |
| Natron                          | Natriumhydrogencarbonat            | NaHCO3                 |
| Natronsalpeter                  | Natriumnitrat                      | NaNO3                  |
| Pariser Blau                    | Eisen(III)-hexacyanoferrat(II/III) | FeIII[FeIIIFeII(CN)6]3 |
| Pottasche                       | Kaliumcarbonat                     | K2CO3                  |
| Präzipitat, schmelzbar          | Diamminquecksilber(II)-chlorid     | [Hg(NH3)2]Cl2          |
| Preußisch Blau                  | Eisen(III)-hexacyanoferrat(II/III) | FeIII[FeIIIFeII(CN)6]3 |
| rotes Blutlaugensalz            | Kaliumhexacyanoferrat(III)         | K3[FeIII(CN)6]         |
| Rotkali                         | Kaliumhexacyanoferrat(III)         | K3[FeIII(CN)6]         |
| Schwefeleisen                   | Eisen(II)-sulfid                   | FeS                    |
| Schwefelsilber                  | Silbersulfid                       | Ag2S                   |
| Speisesalz                      | Natriumchlorid                     | NaCl                   |
| Stanniol                        | Zinn                               | Sn                     |
| Stuckgips                       | Calciumsulfat-Dihydrat             | CaSO4 · 2 H2O          |
| Sublimat                        | Quecksilber(II)-chlorid            | HgCl2                  |
| Sulfamid                        | Sulfuryldiamid                     | (NH2)2SO2              |
| Trockeneis                      | festes Kohlenstoffdioxid           | CO2 (s)                |
| ungelöschter Kalk               | Calciumoxid                        | CaO                    |
| Waschsoda                       | Natriumcarbonat                    | Na2CO3                 |
| Zinkvitriol                     | Zinksulfat                         | ZnSO4                  |
| Zyankali                        | Kaliumcyanid                       | KCN                    |
| Zinnober                        | Quecksilber(II)-sulfid             | HgS                    |

### Flüssigkeiten
Bei den  hier genannten  Substanzen handelt es sich  fast ausnahmslos um wässrige Lösungen.
| Trivialname               | IUPAC-Name              | chemische Formel |
| ------------------------- | ----------------------- | ---------------- |
| Barytwasser               | Bariumhydroxid          | Ba(OH)2          |
| Borwasser                 | Orthoborsäure           | H3BO3            |
| Carosche Säure            | Peroxomonoschwefelsäure | H2SO5            |
| Eau de Javel, Javelwasser | Kaliumhypochlorit       | KOCl (aq)        |
| Eau de Labarraque         | Natriumhypochlorit      | NaOCl (aq)       |
| Flusssäure                | Fluorwasserstoffsäure   | HF               |
| Kalkmilch                 | Calciumhydroxid         | Ca(OH)2          |
| Kalilauge                 | Kaliumhydroxid          | KOH              |
| Kalkwasser                | Calciumhydroxid         | Ca(OH)2          |
| Magnesia-Milch            | Magnesiumhydroxid       | Mg(OH)2          |
| Natronlauge               | Natriumhydroxid         | NaOH             |
| Pyroschwefelsäure         | Dischwefelsäure         | H2S2O7           |
| Salmiakgeist              | Ammoniak                | NH3              |
| Salzsäure                 | Chlorwasserstoffsäure   | HCl              |
| Scheidewasser             | Salpetersäure           | HNO3             |
| Schweres Wasser           | Deuteriumoxid           | D2O              |
| Überschweres Wasser       | Tritiumoxid             | T2O              |
| Theaterblut               | Eisenthiocyanat         | Fe(SCN)3         |
| Vitriolöl                 | Schwefelsäure           | H2SO4            |
| Wasser                    | Dihydrogenoxid, Oxidan  | H2O              |

### Gase
| Trivialname         | IUPAC-Name                         | chemische Formel |
| ------------------- | ---------------------------------- | ---------------- |
| Ammoniak            | Stickstofftrihydrid                | NH3              |
| Blausäure           | Cyanwasserstoff                    | HCN              |
| Dampf               | Dihydrogenoxid, Oxidan (gasförmig) | H2O              |
| Knallsäure          | Formonitriloxid                    | HCNO             |
| Kohlendioxid        | Kohlenstoffdioxid                  | CO2              |
| Kohlenmonoxid       | Kohlenstoffmonoxid                 | CO               |
| Lachgas             | Distickstoffmonoxid                | N2O              |
| Ozon                | Trisauerstoff                      | O3               |
| Schwefelwasserstoff | Sulfan                             | H2S              |

## Organische Stoffe

### Alkane/Alkene/Alkine/Halogenalkaneund -alkene
| Trivialname           | IUPAC-Name           | chemische Formel |
| --------------------- | -------------------- | ---------------- |
| Tetrachlorkohlenstoff | Tetrachlormethan     | CCl4             |
| Chloroform            | Trichlormethan       | CHCl3            |
| Iodoform              | Triiodmethan         | CHI3             |
| Per(chlor)            | Tetrachlorethen      | C2Cl4            |
| Tri(chlor)            | Trichlorethen        | C2HCl3           |
| Freon 12              | Dichlordifluormethan | CCl2F2           |
| Ethylen               | Ethen                | C2H4             |
| Propylen              | Propen               | C3H6             |
| Acetylen              | Ethin                | C2H2             |

### Alkohole
| Trivialname                                            | IUPAC-Name          | chemische Formel |
| ------------------------------------------------------ | ------------------- | ---------------- |
| Alkohol, Trinkalkohol, Spiritus, Primasprit, Weingeist | Ethanol             |                  |
| Amylalkohol                                            | Pentan-1-ol         |                  |
| Carbinol, Holzalkohol, Holzgeist                       | Methanol            |                  |
| Ethylenglycol, Glycol                                  | Ethan-1,2-diol      |                  |
| Glycerin, Glycerol                                     | Propan-1,2,3-triol  |                  |
| Zimtalkohol                                            | 3-Phenyl-2-propenol |                  |

### Phenole
| Trivialname        | IUPAC-Name             | chemische Formel |
| ------------------ | ---------------------- | ---------------- |
| Phenol             | Hydroxybenzen          |                  |
| Brenzcatechin      | 1,2-Dihydroxybenzen    |                  |
| Resorcin           | 1,3-Dihydroxybenzen    |                  |
| Hydrochinon        | 1,4-Dihydroxybenzen    |                  |
| Pyrogallol         | 1,2,3-Trihydroxybenzen |                  |
| Hydroxyhydrochinon | 1,2,4-Trihydroxybenzen |                  |
| Phloroglucin       | 1,3,5-Trihydroxybenzol |                  |

### Aldehyde
| Trivialname                | IUPAC-Name          | chemische Formel |
| -------------------------- | ------------------- | ---------------- |
| Acetaldehyd                | Ethanal             |                  |
| Benzaldehyd Bittermandelöl | Phenylmethanal      |                  |
| Butyraldehyd               | Butanal             |                  |
| Formaldehyd                | Methanal            |                  |
| Zimtaldehyd                | 3-Phenyl-2-propenal |                  |

### Ketone/Ether
| Trivialname | IUPAC-Name               | chemische Formel |
| ----------- | ------------------------ | ---------------- |
| Aceton      | 2-Propanon/Dimethylketon |                  |
| Ether       | Diethylether             |                  |
| Anisol      | Methoxybenzol            |                  |
| Dioxan      | 1-4-Dioxacyclohexan      |                  |

### Kohlensäurederivate
| Trivialname | IUPAC-Name           | chemische Formel |
| ----------- | -------------------- | ---------------- |
| Harnstoff   | Kohlensäurediamid    | (NH2)2CO         |
| Phosgen     | Kohlensäuredichlorid | Cl2CO            |

### Organische Säuren

#### Monocarbonsäuren
| Trivialname              | IUPAC-Name      | chemische Formel |
| ------------------------ | --------------- | ---------------- |
| Ameisensäure             | Methansäure     | HCOOH            |
| Essigsäure               | Ethansäure      | CH3COOH          |
| Propionsäure             | Propansäure     | C2H5COOH         |
| Buttersäure              | Butansäure      | C3H7COOH         |
| Valeriansäure            | Pentansäure     | C4H9COOH         |
| Capronsäure              | Hexansäure      | C5H11COOH        |
| Önanthsäure/Pimelinsäure | Heptansäure     | C6H13COOH        |
| Caprylsäure              | Octansäure      | C7H15COOH        |
| Pelargonsäure            | Nonansäure      | C8H17COOH        |
| Caprinsäure              | Decansäure      | C9H19COOH        |
| Laurinsäure              | Dodecansäure    | C11H23COOH       |
| Myristinsäure            | Tetradecansäure | C13H27COOH       |
| Palmitinsäure            | Hexadecansäure  | C15H31COOH       |
| Margarinsäure            | Heptadecansäure | C16H33COOH       |
| Stearinsäure             | Octadecansäure  | C17H35COOH       |
| Arachinsäure             | Eicosansäure    | C19H39COOH       |
| Behensäure               | Docosansäure    | C21H43COOH       |
| Lignocerinsäure          | Tetracosansäure | C23H47COOH       |
| Cerotinsäure             | Hexacosansäure  | C25H51COOH       |
| Montansäure              | Octacosansäure  | C27H55COOH       |
| Melissinsäure            | Triacontansäure | C29H59COOH       |

#### Weitere Carbonsäuren
| Trivialname                  | IUPAC-Name                                                 | chemische Formel |
| ---------------------------- | ---------------------------------------------------------- | ---------------- |
| Acetessigsäure               | 3-Oxobutansäure                                            |                  |
| Äpfelsäure                   | 2-Hydroxybutan-1,4-disäure                                 |                  |
| Ascorbinsäure, Vitamin C     | (R)-5-((S)-1,2-Dihydroxyethyl)-3,4-dihydroxy-5H-furan-2-on |                  |
| Benzilsäure                  | Hydroxydiphenylethansäure                                  |                  |
| Bernsteinsäure               | 1,4-Butandisäure                                           |                  |
| Brenztraubensäure            | 2-Oxopropansäure                                           |                  |
| Fumarsäure                   | (E)-2-Butendisäure                                         |                  |
| Glycolsäure                  | 2-Hydroxyethansäure                                        |                  |
| Glyoxylsäure                 | Ethanalsäure                                               |                  |
| Maleinsäure                  | (Z)-2-Butendisäure                                         |                  |
| Malonsäure                   | 1,3-Propandisäure                                          |                  |
| Milchsäure                   | 2-Hydroxypropansäure                                       |                  |
| Oxalsäure                    | Ethandisäure                                               |                  |
| Salicylsäure                 | 2-Hydroxybenzoesäure                                       |                  |
| Weinsäure                    | 2,3-Dihydroxybutandisäure                                  |                  |
| Zitronensäure                | 2-Hydroxypropan-1,2,3-tricarbonsäure                       |                  |
| Zimtsäure                    | (E)-3-Phenylpropensäure                                    |                  |
| Zuckersäure                  | Glucarsäure                                                |                  |
| siehe auch: Liste der Säuren |                                                            |                  |

### Ester
| Trivialname   | IUPAC-Name        | chemische Formel |
| ------------- | ----------------- | ---------------- |
| Amylacetat    | Pentylethanoat    | CH3COOC5H11      |
| Birnenäther   | Pentylethanoat    | CH3COOC5H11      |
| Essigäther    | Ethylethanoat     | CH3COOC2H5       |
| Nitroglycerin | Glycerintrinitrat | C3H5(ONO2)3      |

### Amine
| Trivialname | IUPAC-Name        | chemische Formel |
| ----------- | ----------------- | ---------------- |
| Cadaverin   | 1,5-Diaminopentan |                  |
| Putrescin   | 1,4-Diaminobutan  |                  |

### Mehrfunktionelle Verbindungen
| Trivialname        | IUPAC-Name                  | chemische Formel |
| ------------------ | --------------------------- | ---------------- |
| Acetylsalicylsäure | 2-(Acetyloxy)benzoesäure    |                  |
| Paracetamol        | N-(4-Hydroxyphenyl)acetamid |                  |

### Organische Salze
| Trivialname               | IUPAC-Name                       | chemische Formel           |
| ------------------------- | -------------------------------- | -------------------------- |
| Bleizucker                | Blei(II)-acetat                  | Pb(CH3COO)2                |
| Brechweinstein            | Kaliumantimonyltartrat           | K[C4H2O6Sb(OH)2] · 1/2 H2O |
| Essigsaure Tonerde        | Aluminiumdiacetat                | Al(CH3COO)2OH              |
| Grünspan                  | Kupfer(II)-acetat                | basisches Kupferacetat     |
| Meerwein-Salz (unpräzise) | Trimethyloxoniumtetrafluoroborat |                            |
| Rochellesalz              | Kalium-Natrium-Tartrat           | KNaC4H4O6                  |
| Seignettesalz             | Kalium-Natrium-Tartrat           | KNaC4H4O6                  |
| Weinstein                 | Kaliumhydrogentartrat            | KHC4H4O6                   |

### Aromatische Kohlenwasserstoffe
| Trivialname     | IUPAC-Name                 | chemische Formel |
| --------------- | -------------------------- | ---------------- |
| Benzol          | Benzen                     |                  |
| Cumol           | Isopropylbenzen            |                  |
| p-Cymol         | Isopropyl-4-methylbenzen   |                  |
| Mesitylen       | 1,3,5-Trimethylbenzen      |                  |
| Naphthalin      | Naphthalen                 |                  |
| Stilben         | (E)-Ethen-1,2-diyldibenzen |                  |
| Styrol          | Ethenylbenzen              |                  |
| Toluol (Toluen) | Methylbenzen               |                  |
| o-Xylol         | 1,2-Dimethylbenzen         |                  |

### Kohlenhydrateund Derivate
| Trivialname      | chemische Bezeichnung | chemische Formel |
| ---------------- | --------------------- | ---------------- |
| Dextrose         | Glucose               | C6H12O6          |
| Traubenzucker    | Glucose               | C6H12O6          |
| Fruchtzucker     | Fructose              | C6H12O6          |
| Lävulose         | Fructose              | C6H12O6          |
| Malzzucker       | Maltose               | C12H22O11        |
| Milchzucker      | Lactose               | C12H22O11        |
| Zucker           | Saccharose            | C12H22O11        |
| Dinitrocellulose | Cellulosedinitrat     | (C6H8O9N2)n      |
| Kollodiumwolle   | Cellulosedinitrat     | (C6H8O9N2)n      |
| Nitrocellulose   | Cellulosetrinitrat    | (C6H7O11N3)n     |
| Schießbaumwolle  | Cellulosetrinitrat    | (C6H7O11N3)n     |
| Acetylcellulose  | Cellulosediacetat     | (C10H14O7)n      |

## Metallorganische Verbindungen
| Trivialname                 | chemische Bezeichnung                                             | chemische Formel                         |
| --------------------------- | ----------------------------------------------------------------- | ---------------------------------------- |
| Grignard-Verbindung         | Alkyl- bzw. Aryl-Magnesium-Halogenid                              | R–Mg–X (R=Alkylrest/Arylrest, X=Halogen) |
| Metallocene (Ferrocen etc.) | Bis(cyclopentadienyl)metall (Bis(cyclopentadienyl)eisen usw.)     |                                          |
| Tebbe-Reagenz               | μ-Chlorobis(cyclopentadienyl)-(dimethylaluminium)-μ-methylentitan |                                          |